# Mafeteng
Mafeteng es una localidad de Lesoto, cabecera del distrito homónimo.

## Demografía
Según censo 1986 contaba con 12.667 habitantes. La estimación 2010 refiere a 40.887 habitantes.